# Iridijum(V) fluorid
Iridijum(V) fluorid, IrF5, hemijsko je jedinjenje iridijuma i fluora, koje je otkrio Nil Bartlet 1965. godine. On je visoko reaktivna žuta čvrsta materija s niskom tačkom topljenja, koja ima tetramernu strukturu, Ir4F20, sa octaedralno koordiniranim atomima iridijuma. Ova struktura se javlja i kod RuF5 i OsF5. On se može pripremiti putem kontrolisane dekompozicije IrF6 ili redukcijom IrF6 sa silicijumskim prahom ili H2 u vodenom rastvoru HF.